# عادل سالم (أديب)
أديب عربي مقيم في الولايات المتحدة، صدر له عدة روايات، ومجموعات قصص قصيرة، كتب في الشعر، والنثر ولكنه استقر أخيرا في عالم السرد لأنه رأى فيه الفضاء الأوسع في الإبداع، ونسج الحكايات. .
ولد في القدس في الأول من تموز يوليو 1957م لوالدين فلسطينيين، أمه «آمنة عبد الجواد إبراهيم وزوز» المولودة في الخليل عام 1939 في الخامس عشر من كانون أول ديسمبر، فيما أبوه ولد في شهر آب، أغسطس عام 1935 وتوفي في الواحد والعشرين من شهر آذار، مارس عام 2008 في الولايات المتحدة.
التحق بالمدرسة الابتدائية عام 1965 في المدرسة العمرية بالقدس قبل الاحتلال الإسرائيلي لها، وتابع دراسته فيها حتى الخامس ابتدائي ثم انتقل إلى مدرسة دار الأيتام في البلدة القديمة من القدس أيضا واستمر فيها حتى الصف التاسع، انتقل بعدها للدراسة في الكلية الإبراهيمية خارج البلدة القديمة حين أنهى دراسته المدرسية فيها. كان طالبا مجتهدا ومن أبرز الطلبة المتفوقين خصوصا في مادة الرياضيات.
سافر للولايات المتحدة مع أهله عام 1976 لكنه عاد بعد أقل من سنة وبقي في القدس بعد أن التحق في العمل النقابي، والوطني حتى نهاية عام 1988 عندما قرر الالتحاق بالأهل في الولايات المتحدة وبقي فيها حتى اليوم. كتب في عدة صحف عربية في فلسطين، وفي الولايات المتحدة منها، الفجر الأدبي، الشعب، الفجر، الكاتب، البيادر، الحرية، فلسطين الثورة، وعرب تايمز، وقد استمر في الكتابة في عرب تايمز في الولايات المتحدة لعدة سنوات قبل التفرغ لديوان العرب.
التحق بالجامعة أكثر من مرة في الولايات المتحدة لكنه لم يكملها لأسباب اقتصادية فقرر أن يتابع دراسته بنفسه. وأنشأ لنفسه مكتبته الخاصة. أسس موقعا أدبيا في الشبكة العنكبوتية منذ 1998 (ديوان العرب)، ويشغل رئيس تحريرها، ويعد موقع ديوان العرب أحد المواقع البارزة في ساحة الإبداع العربي في الشبكة العنكبوتية. اهتم في بداية حياته بالشعر، وكان مولعا به، وأصدر ديوانين شعريين في القدس، لكنه في مرحلة متأخرة اكتشف أن مجال السرد أرحب للإبداع فقرر الانحياز إليه.

## مؤلفاته
- رواية «قبلة الوداع الأخير» عن المؤسسة العربية للنشر في بيروت في نهاية 2012.
- عن «دار الجندي» في القدس رواية «عاشق على أسوار القدس» عام 2012.
- في العام 2012 مجموعة قصصية جديدة عن مؤسسة شمس للنشر، بعنوان «يحكون في بلادنا».
- عن «دار الجندي» في القدس الطبعة الثانية من رواية «عناق الأصابع» عام 2012.
- في العام 2012 أيضا مجموعة قصصية عن المؤسسة العربية للنشر في بيروت بعنوان «يوم ماطر في منيابولس»، وتضم المجموعة قصصا قصيرة عن واقع الجالية العربية في الولايات المتحدة.
- عن دار شمس في القاهرة عام 2010 روايته الأولى «عناق الأصابع»، رواية الأسرى الفلسطينيين في سجون الاحتلال، تقع الرواية في 368 صفحة من الحجم المتوسط.
- عن المؤسسة العربية للنشر في بيروت عام (2007) مجموعة قصصية بعنوان «ليش ليش ياجارة؟»، المجموعة تقع في 144 صفحة من الحجم المتوسط.
- عن دار «الكلمة» للنشر في مصر عام (2006) دراسة توثيقية بعنوان «أسرانا خلف القضبان»، الكتاب يقع في (220) صفحة من الحجم المتوسط وهو دراسة توثيقية عن الأسرى العرب في سجون الاحتلال الصهيوني البغيض.
- مجموعة قصصية بعنوان «لعيون الكرت الأخضر»، صيف (2006) عن المؤسسة العربية للنشر في بيروت، والمجموعة في 281 صفحة من الحجم المتوسط وتدور حول الجالية العربية المغتربة في الولايات المتحدة الأمريكية.
- ديوانين شعريين هما «عاشق الأرض» عام (1981)، و«نداء من وراء القضبان» عام (1985).

- دراسة بعنوان «الطبقة العاملة الفلسطينية والحركة النقابية في الضفة والقطاع من عام (1967) إلى (1987)» الدراسة عبارة عن كتاب من الحجم الكبير وعدد صفحاته (150) صفحة صادرة عن مركز الدراسات العمالية في رام الله عام (1990).

- أصدر الدراسة السابقة نفسها عن المصدر نفسه باللغة الإنجليزية عام (1991).
كتب في عدة صحف أميركية ناطقة بالعربية من عام (1991) حتى العام (2002) في شتى شؤون المعرفة والثقافة والأدب والشعر. أسس موقع ديوان العرب عام (1998) الذي يحظى بسمعة طيبة في أوساط المهتمين بالشأن الثقافي والأدبي، ويشغل الآن رئيس التحرير. نشر العديد من قصائده ودراساته في مجلات وصحف يومية وشهرية مطبوعة مثل «الفجر الأدبي»، و«الكاتب»، و«الاتحاد»، و«البيادر الأدبي»، و«البيادر السياسي»، و«النهار»، و«الشعب»، «وفلسطين الثورة»، و«الحرية»، و«العودة»، وغيرها.
له رواية جاهزة بانتظار الطباعة هي: «الحنين إلى المستقبل».